# 蕭如松 (内江舉人)
蕭如松（？—？），號鶴侶，四川成都府内江县人，明朝政治人物。

## 生平
八岁失母，博学有大志。万历元年（1573年）癸酉科四川乡试舉人，被举荐任贵阳府推官，二十年（1592年）十月选授南京陕西道監察御史，巡视江防，整肃纪律。寻以丁继母忧居家。服除，起补南京都察院，掌河南道事，二十八年巡视凤阳倉，兼摄京营十三道。條上倉儲八議，后以父老归养。万历三十三年（1605年）报命赴阙，三十四年二月晋南京光禄寺少卿添注。年馀复归，坚意终养。旋起补大理寺卿。未几告归。优游林下，以读书著述为乐。与朱吾弼、李云鹄、孙居相等，共集正德至万历年间南京御史所上奏疏，分十二门，编成《留台奏议》二十卷。后病卒于家，年七十一岁。著有《建白稿》、《经制要略》、《洗冤要览》行世。